# Джицим (гміна)
Гміна Джицим (пол. Gmina Drzycim) — сільська гміна у північній Польщі. Належить до Свецького повіту Куявсько-Поморського воєводства.
Станом на 31 грудня 2011 у гміні проживало 5076 осіб.

## Площа
Згідно з даними за 2007 рік площа гміни становила 107.92 км², у тому числі:
- орні землі: 60.00%
- ліси: 31.00%

Таким чином, площа гміни становить 7.33% площі повіту.

## Населення
Станом на 31 грудня 2011:
| Опис     | Загалом | Загалом | Чоловіки | Чоловіки | Жінки | Жінки |
| -------- | ------- | ------- | -------- | -------- | ----- | ----- |
| одиниця  | осіб    | %       | осіб     | %        | осіб  | %     |
| все      | 5076    | 100     | 2580     | 50.83    | 2496  | 49.17 |
| міське   | 0       | 100     | 0        |          | 0     |       |
| сільське | 5076    | 100     | 2580     | 50.83    | 2496  | 49.17 |

## Сусідні гміни
Гміна Джицим межує з такими гмінами: Буковець, Єжево, Льняно, Осе, Швеце.